# Sebastián Cristóforo
Sebastián Carlos Cristóforo Pepe (Montevideo, 23 de agosto de 1993) es un futbolista uruguayo nacionalizado italiano. Juega como centrocampista en Central Córdoba (SdE) de la Primera División de Argentina.

## Legado deportivo
Es hermano del también futbolista Federico Cristóforo, actual arquero del Sportivo Ameliano de la Primera División de Paraguay.

## Trayectoria

### Inicios
Su primer club fue Peñarol, donde realizó las divisiones formativa, después de dejar el balonmano y su club de fútbol 
Club Union Santa Rosa. Fue ascendido por parte del entrenador aurinegro Diego Aguirre cuando su equipo se encontraba disputando fases posteriores de la Copa Libertadores 2011. Entonces, Cristóforo, junto a otros juveniles, tuvo su posibilidad en el primer equipo y debutó en el Clausura 2011. Sus actuaciones le fueron dando un lugar en el equipo, en el cual las últimas temporadas terminó alternando como titular, obteniendo el Campeonato Uruguayo 2012-13.
Su primer gol como profesional lo convirtió con los carboneros en un clásico uruguayo contra Nacional de Uruguay, el cual terminó 1-1 y Peñarol ganó en la tanda de penales.
En 2013 jugó la Copa Mundial Sub-20, en Turquía, con su selección en la cual fue pieza fundamental para la obtención del subcampeonato. Al finalizar este mundial fue vendido al Sevilla, tras dejar una gran imagen.

### Sevilla
El 10 de agosto de 2013 se concretó su llegada al Sevilla F. C. de España, con un coste que rondaba en los 3 millones de dólares. Con el club sevillista logró ganar tres veces la Liga Europa de la UEFA, en 2014, 2015 y 2016. Disputó en total 56 partidos, sin marcar goles.

### Fiorentina
El 27 de agosto de 2016 se confirmó su llegada a la ACF Fiorentina en calidad de cedido. El 3 de noviembre del mismo año convirtió su primer gol en el marco de la cuarta fecha de la Liga Europa 2016-17, frente al Slovan Liberec de República Checa.

### Regreso a España
El 31 de agosto de 2018 se marchó cedido para toda la temporada al Getafe Club de Fútbol. Después de esta volvió a Florencia, donde permaneció hasta que el 11 de enero de 2020 se hizo oficial su llegada a la Sociedad Deportiva Eibar hasta final de temporada como cedido con opción de compra, que no fue ejercida a pesar de jugar 19 partidos desde su llegada.
El 6 de octubre de 2020, una vez ya desvinculado del equipo italiano, llegó libre al Girona Fútbol Club y firmó por una temporada más otra opcional. Se quedó sin equipo en junio del año siguiente, y estuvo en esa situación hasta que el 15 de enero de 2022 se comprometió con el F. C. Cartagena para lo que quedaba de curso.

### De vuelta a Peñarol
El 16 de julio de 2022 regresó a Club Atlético Peñarol firmando un contrato hasta finales de 2023.

## Selección nacional
Integró el plantel de la selección de Uruguay que jugó el Mundial Sub-20 de Turquía, logrando el segundo lugar.
| Torneo                                 | Sede      | Resultado     | Partidos |
| -------------------------------------- | --------- | ------------- | -------- |
| Campeonato Sudamericano Sub-20 de 2013 | Argentina | Tercer puesto | 8        |
| Copa Mundial de Fútbol Sub-20 de 2013  | Turquía   | Subcampeón    | 7        |

## Estadísticas

### Clubes
| Club                  | Div.          | Temporada     | Liga  | Liga  | Copa Nacional | Copa Nacional | Copa Internacional | Copa Internacional | Total | Total |
| Club                  | Div.          | Temporada     | Part. | Goles | Part.         | Goles         | Part.              | Goles              | Part. | Goles |
| --------------------- | ------------- | ------------- | ----- | ----- | ------------- | ------------- | ------------------ | ------------------ | ----- | ----- |
| Peñarol · Uruguay     | 1.ª           | 2011          | 1     | 0     | -             | -             | -                  | -                  | 1     | 0     |
| Peñarol · Uruguay     | 1.ª           | 2011-12       | 22    | 1     | -             | -             | 8                  | 0                  | 30    | 1     |
| Peñarol · Uruguay     | 1.ª           | 2012-13       | 22    | 0     | -             | -             | 7                  | 0                  | 29    | 0     |
| Sevilla · España      | 1.ª           | 2013-14       | 12    | 0     | 2             | 0             | 7                  | 0                  | 21    | 0     |
| Sevilla · España      | 1.ª           | 2014-15       | 0     | 0     | 2             | 0             | 0                  | 0                  | 2     | 0     |
| Sevilla · España      | 1.ª           | 2015-16       | 21    | 0     | 6             | 0             | 6                  | 0                  | 33    | 0     |
| Sevilla · España      | Total club    | Total club    | 33    | 0     | 10            | 0             | 13                 | 0                  | 56    | 0     |
| Fiorentina · Italia   | 1.ª           | 2016-17       | 19    | 0     | 2             | 0             | 6                  | 1                  | 27    | 1     |
| Fiorentina · Italia   | 1.ª           | 2017-18       | 7     | 0     | -             | -             | -                  | -                  | 7     | 0     |
| Getafe · España       | 1.ª           | 2018-19       | 15    | 0     | 5             | 0             | -                  | -                  | 20    | 0     |
| Getafe · España       | Total club    | Total club    | 15    | 0     | 5             | 0             | 0                  | 0                  | 20    | 0     |
| Fiorentina · Italia   | 1.ª           | 2019-20       | 1     | 0     | -             | -             | 3                  | 0                  | 4     | 0     |
| Fiorentina · Italia   | Total club    | Total club    | 27    | 0     | 2             | 0             | 9                  | 1                  | 38    | 1     |
| Eibar · España        | 1.ª           | 2020          | 18    | 0     | 1             | 0             | -                  | -                  | 19    | 0     |
| Eibar · España        | Total club    | Total club    | 18    | 0     | 1             | 0             | 0                  | 0                  | 19    | 0     |
| Girona FC · España    | 2.ª           | 2020-21       | 37    | 0     | 3             | 0             | -                  | -                  | 40    | 0     |
| Girona FC · España    | Total club    | Total club    | 37    | 0     | 3             | 0             | 0                  | 0                  | 40    | 0     |
| FC Cartagena · España | 2.ª           | 2021-22       | 14    | 0     | -             | -             | -                  | -                  | 14    | 0     |
| FC Cartagena · España | Total club    | Total club    | 14    | 0     | 0             | 0             | 0                  | 0                  | 14    | 0     |
| Peñarol · Uruguay     | 1.ª           | 2022          | 10    | 0     | -             | -             | -                  | -                  | 10    | 0     |
| Peñarol · Uruguay     | 1.ª           | 2023          | 33    | 1     | -             | -             | 6                  | 0                  | 39    | 1     |
| Peñarol · Uruguay     | 1.ª           | 2024          | 6     | 0     | -             | -             | 1                  | 0                  | 7     | 0     |
| Peñarol · Uruguay     | Total club    | Total club    | 94    | 2     | 0             | 0             | 22                 | 0                  | 116   | 2     |
| Total carrera         | Total carrera | Total carrera | 238   | 2     | 21            | 0             | 44                 | 1                  | 303   | 3     |

### Selección
| Sub-20 · Uruguay                                     | 2013                        | — | — | 7 | 0 | 8 | 0 | 15 | 0 |
| Sub-20 · Uruguay                                     | Total                       | 0 | 0 | 7 | 0 | 8 | 0 | 15 | 0 |
| Sub-23 · Uruguay                                     | 2012                        | 1 | 0 | — | — | — | — | 1  | 0 |
| Sub-23 · Uruguay                                     | Total                       | 1 | 0 | 0 | 0 | 0 | 0 | 1  | 0 |
| Total Selecciones Uruguayas                          | Total Selecciones Uruguayas | 1 | 0 | 7 | 0 | 8 | 0 | 16 | 0 |
| (1) Incluye los partidos del Campeonato Sudamericano |                             |   |   |   |   |   |   |    |   |

## Palmarés

### Títulos nacionales
| Título                  | Club          | País    | Año     |
| ----------------------- | ------------- | ------- | ------- |
| Torneo Apertura         | C. A. Peñarol | Uruguay | 2012    |
| Campeonato Uruguayo     | C. A. Peñarol | Uruguay | 2012-13 |
| Torneo Apertura         | C. A. Peñarol | Uruguay | 2023    |
| Torneo Apertura         | C. A. Peñarol | Uruguay | 2024    |
| Torneo Clausura         | C. A. Peñarol | Uruguay | 2024    |
| Campeonato Uruguayo (2) | C. A. Peñarol | Uruguay | 2024    |

### Títulos internacionales
| Título                     | Club          | Sede     | Año     |
| -------------------------- | ------------- | -------- | ------- |
| Liga Europa de la UEFA     | Sevilla F. C. | Turín    | 2013-14 |
| Liga Europa de la UEFA (2) | Sevilla F. C. | Varsovia | 2014-15 |
| Liga Europa de la UEFA (3) | Sevilla F. C. | Basilea  | 2015-16 |